# Île de France (Groenland)
Île de France is een onbewoond eiland van Groenland in de Groenlandzee. Het eiland heeft een oppervlakte van 246,1 km² en een kustlijn van 71,9 kilometer. Het ligt voor het zuidelijke deel van de Jøkelbugten en ten zuidoosten van de Danske-eilanden.
De Skærfjorden ligt ten zuidwesten van de zuidkant van Île de France. Het is een breed fjord of baai met verschillende armen die zich westwaarts uitstrekken.

## Geschiedenis
In 1905 gaf de hertog van Orléans tijdens zijn Arctische expeditie het eiland een naam, toen hij delen van de noordoostelijke kust van Groenland verkende op het schip Belgica.